# Finale della Coppa delle Coppe 1997-1998
La finale della 38ª edizione della Coppa delle Coppe UEFA è stata disputata il 13 maggio 1998 al Råsundastadion di Stoccolma tra Chelsea e Stoccarda. All'incontro hanno assistito circa 30 000 spettatori. La partita, arbitrata dall'italiano Stefano Braschi, ha visto la vittoria per 1-0 del club inglese.

## Il cammino verso la finale
Il Chelsea di Gianluca Vialli esordì contro gli slovacchi dello Slovan Bratislava battendoli sia all'andata che al ritorno col risultato di 2-0. Agli ottavi di finale i norvegesi del Tromsø, dopo aver vinto l'andata per 3-2, furono sconfitti a Londra con un umiliante 7-1. Ai quarti i Blues affrontarono gli spagnoli del Real Betis, vincendo sia all'andata che al ritorno rispettivamente coi risultati di 2-1 e 3-1. In semifinale gli italiani del Vicenza, rivelazione dell'edizione, diedero filo da torcere ai londinesi, battendoli al Menti 1-0 e passando in vantaggio allo Stamford Bridge, ma venendo poi rimontati dalle reti di Poyet, Zola e Hughes per il 3-1 finale.

Il player manager del Chelsea, Gianluca Vialli (a destra), contrastato dal Fabio Viviani delloutsider Vicenza nel corso delle semifinali.

Lo Stoccarda di Joachim Löw iniziò il cammino europeo contro gli islandesi dell'ÍBV Vestmannæyja battendoli con un risultato aggregato di 5-2. Agli ottavi i belgi del Germinal Ekeren furono battuti in trasferta 4-0, salvo poi farsi sorprendere in casa 4-2 dopo essere andati avanti di due gol. Ai quarti di finale gli Schwaben affrontarono i cechi dello Slavia Praga, vincendo in casa 2-0 e pareggiando 1-1 in Repubblica Ceca. In semifinale i russi della Lokomotiv Mosca furono battuti con un risultato totale di 3-1, frutto della vittoria casalinga per 2-1 e della vittoriosa trasferta per 1-0.

## La partita
A Solna, nell'area metropolitana di Stoccolma, va in scena una finale piuttosto contratta giocata su un terreno in pessime condizioni. Il Chelsea, già vincitore della coppa di Lega, affronta lo Stoccarda con più rabbia e forza atletica, terminando comunque il primo tempo a reti inviolate. Nella ripresa gli uomini di Vialli, e Vialli stesso, cercano con insistenza la porta, finché al 70' entra in campo Gianfranco Zola e dopo soli 13 secondi sblocca la partita, realizzando il gol che chiude la partita e consegna per la prima volta nella storia un trofeo internazionale a un allenatore/giocatore italiano.

## Tabellino
| Arbitro: | Stefano Braschi |

|          |           |  |
| Zola 71’ | Marcatori |  |

| Chelsea | Stoccarda |

| Chelsea         |    |                   |     |     |     |
|                 |    |                   |     |     |     |
| P               | 1  | Ed de Goey        |     |     |     |
| CD              | 2  | Dan Petrescu      | 85’ |     |     |
| TS              | 17 | Danny Granville   |     |     |     |
| DC              | 5  | Frank Lebœuf      |     |     |     |
| DC              | 12 | Michael Duberry   |     |     |     |
| TD              | 6  | Steve Clarke      |     |     |     |
| CC              | 11 | Dennis Wise       | 25’ |     |     |
| CC              | 16 | Roberto Di Matteo |     |     |     |
| CS              | 8  | Gustavo Poyet     |     |     | 80’ |
| A               | 19 | Tore André Flo    |     |     | 71’ |
| A               | 9  | Gianluca Vialli   |     |     |     |
| Sostituzioni:   |    |                   |     |     |     |
| P               | 13 | Kevin Hitchcock   |     |     |     |
| D               | 18 | Andy Myers        |     |     |     |
| D               | 26 | Laurent Charvet   |     |     |     |
| C               | 24 | Eddie Newton      |     | 80’ |     |
| C               | 28 | Jody Morris       |     |     |     |
| A               | 10 | Mark Hughes       |     |     |     |
| A               | 25 | Gianfranco Zola   |     | 71’ |     |
| Allenatore:     |    |                   |     |     |     |
| Gianluca Vialli |    |                   |     |     |     |

| Stoccarda     |    |                    |     |     |     |
|               |    |                    |     |     |     |
| P             | 1  | Franz Wohlfahrt    |     |     |     |
| D             | 6  | Murat Yakın        |     |     |     |
| D             | 14 | Thomas Schneider   |     |     | 55’ |
| D             | 4  | Thomas Berthold    |     |     |     |
| CC            | 20 | Zvonimir Soldo     |     |     |     |
| CS            | 7  | Matthias Hagner    |     |     | 79’ |
| CD            | 8  | Marco Haber        |     |     | 75’ |
| CC            | 23 | Gerhard Poschner   | 90’ |     |     |
| TRQ           | 10 | Krasimir Balăkov   |     |     |     |
| A             | 11 | Fredi Bobic        |     |     |     |
| A             | 19 | Jonathan Akpoborie | 33’ |     |     |
| Sostituzioni: |    |                    |     |     |     |
| P             | 25 | Marc Ziegler       |     |     |     |
| D             | 21 | Jochen Endreß      |     | 55’ |     |
| D             | 26 | Mitko Stojkovski   |     |     |     |
| C             | 15 | Matthias Becker    |     |     |     |
| C             | 16 | Kristijan Đorđević |     | 75’ |     |
| C             | 22 | Krisztián Lisztes  |     |     |     |
| A             | 9  | Sreto Ristić       |     | 79’ |     |
| Allenatore:   |    |                    |     |     |     |
| Joachim Löw   |    |                    |     |     |     |